# 埃斯波特
埃斯波特，是西班牙加泰罗尼亚莱里达省的一个市镇。总面积97平方公里，2001年总人口309人，人口密度3人/平方公里。